# Danimarca all'Eurovision Young Musicians
La Danimarca ha debuttato all'Eurovision Young Musicians 1986 ospitando la competizione nella capitale Copenaghen.

## Partecipazioni
- Primo posto
- Secondo posto
- Terzo posto

| Anno                                    | Artista                | Strumento  | Canzone                                                                      | Posizione       | Posizione       |
| Anno                                    | Artista                | Strumento  | Canzone                                                                      | Finale          | Semifinale      |
| --------------------------------------- | ---------------------- | ---------- | ---------------------------------------------------------------------------- | --------------- | --------------- |
| 1986                                    | Janne Thomsen          | Flauto     | N.A.                                                                         | Non qualificata | Non qualificata |
| 1988                                    | Nikolaj Znaider        | Violino    | N.A.                                                                         | Non qualificata | Non qualificata |
| 1990                                    | Mikkel Futtrup         | Violino    | N.A.                                                                         | Non qualificata | Non qualificata |
| 1992                                    | Marie Rørbech          | Pianoforte | N.A.                                                                         | F               | N.A.            |
| 1994                                    | Frederik Magle         | Organo     | 1) Concerto per Organo e Orchestra in G minore, parte II, di Francis Poulenc | F               | N.A.            |
| Nessuna partecipazione dal 1996 al 2000 |                        |            |                                                                              |                 |                 |
| 2002                                    | Philippe Benjamin Skow | Violino    | N.A.                                                                         | Non qualificata | Non qualificata |
| Nessuna partecipazione dal 2004 al 2024 |                        |            |                                                                              |                 |                 |

## Città ospitanti
| Anno | Città      | Luogo        | Presentatori   |
| ---- | ---------- | ------------ | -------------- |
| 1986 | Copenaghen | Koncerthuset | Anette Faaborg |